# Фонтлерой, Джеймс
Джеймс Фонтлерой (англ. James Fauntleroy; р. 16 мая 1984) — американский музыкальный продюсер, соул-певец и автор. Лауреат премии Грэмми, автор хитов для таких исполнителей как Рианна, Джастин Тимберлейк и других.

## Биография
Родился 13 мая 1984 года в г. Инглвуд (штат Калифорния, США).

## Награды и номинации
Джеймс выиграл 3 премии Грэмми из 4 номинаций.

### Grammy Awards
| Год  | Номинируемая работа              | Категория         | Результат |
| ---- | -------------------------------- | ----------------- | --------- |
| 2014 | «Pusher Love Girl» (как автор)   | Best R&B Song     | Победа    |
| 2015 | To Pimp a Butterfly (певец)      | Album of the Year | Номинация |
| 2017 | «That's What I Like» (как автор) | Song of the Year  | Победа    |
| 2017 | «That's What I Like» (как автор) | Best R&B Song     | Победа    |

## Дискография
Дискография Джеймса Фонтлероя включает, в том числе, следующие релизы:

### Сольные мини-альбомы (EP)
- String Theory Acoustic (2014)
- Outer Limits (2015) (вместе с India Shawn)
- DOJO (2017)
- NOVA (вместе с Террасом Мартином) (2023)

### Сольные микстейпы
- Leading by Example (2010)
- The Warmest Winter Ever (2014)
- The Coldest Summer Ever (2015)